# مارتين موريل
مارتين موريل (بالإسبانية: Martín Morel)‏ (5 نوفمبر 1980 بروساريو في الأرجنتين - ) هو لاعب كرة قدم أرجنتيني في مركز الوسط. لعب مع أتليتيكو توكومان والجامعي دي بيرو وتيغري وديبورتيفو كالي وكوكوتا ديبورتيفو ‏ ونادي أتليتكو للبنين ‏.

## وصلات خارجية
- مارتين موريل على موقع قاعدة بيانات كرة القدم.إي يو (الإنجليزية)
- مارتين موريل على موقع Soccerway.com (الإنجليزية)
- مارتين موريل على موقع AS.com (الإسبانية)